# Henri Pelgé
Henri Pelgé, né à Paris le 9 mai 1837 et mort à Poitiers le 31 mai 1911, est évêque de Poitiers de 1894 à 1911.

## Biographie
D'une famille de Tours, fils de  Jules Pelgé, chancelier du consulat du Portugal à Paris, et d'Iphigénie Derouet, Henri Pelgé a un frère et deux sœurs, Jules Charles Pelgé, notaire et maire de Charleville († 1897), Mme Joseph Chantrel († 1er novembre 1909) et Mme Pilet († 30 novembre 1910)[réf. nécessaire].
Il fait ses études classiques au collège de Saint-Vincent de Senlis puis au petit séminaire de Noyon. Il poursuit ses études théologiques au séminaire de Saint-Sulpice. Il est alors ordonné prêtre en 1861 il est alors vicaire à Saint-Bernard de La Chapelle, puis secrétaire de l'archevêché de Paris. Il est alors vice-chancelier puis chanoine honoraire en 1875 puis est finalement appelé en 1882 aux fonctions de vicaire général par le cardinal Richard.
Il est nommé évêque de Poitiers en 1894 par décret du 29 janvier en 1894, il est préconisé dans le consistoire du 18 mai et il fut sacré le 15 juillet dans une église métropolitaine de Notre-Dame à Paris. Il succède à Augustin-Hubert Juteau.
En 1894, il inaugure le monument en la mémoire du cardinal Pie dans la cathédrale Saint-Pierre de Poitiers. Il consacre cette même année la chapelle des Filles-de-la-Croix (rue des Gaillards) placée sous le vocable de l'Annonciation de la Très-Sainte-Vierge. L'année qui suit, il bénit une chapelle récemment établie pour les jeunes sourds-muets et aveugles au faubourg de la Tranchée à Poitiers. En mai 1896 il bénit la chapelle du patronage ouvrier Saint-Joseph (rue des Feuillants), sous le vocable de Notre-Dame de La Salette.
Il meurt le 31 mai 1911, une messe pour le repos de l'âme a lieu à la cathédrale Saint Pierre de Poitiers,. Elle est présidée par Henri-Marie Arlet, évêque d'Angoulême, accompagné de Joseph Rumeau, évêque d'Angers.

## Armoiries
Les armes d'Hervé Pelgé renfermaient deux cœurs ("d'or au Sacré Cœur de gueules et d'azur au Saint Cœur de Marie d'argent, ceint d'une couronne de roses au naturel") et deux devises : le cœur de Jésus et celui de Marie et les deux devises étaient les suivantes : Charitas Christi urget nos and Omnia per Mariam. 